# Usuwanie niewymierności z mianownika
Usuwanie niewymierności z mianownika – przekształcenie wyrażenia arytmetycznego będącego ułamkiem tak, aby w mianowniku znalazła się liczba wymierna.

## Przykłady

Ilustracja wzoru skróconego mnożenia na różnicę kwadratów dwóch liczb rzeczywistych: Wzór ten bywa używany do usuwania niewymierności z mianowników.

Niektóre problemy tego typu można rozwiązać wzorami skróconego mnożenia, np. wzorem na różnicę kwadratów:
{\displaystyle {\begin{aligned}{\frac {2}{{\sqrt {11}}-3}}&={\frac {2({\sqrt {11}}+3)}{({\sqrt {11}}-3)({\sqrt {11}}+3)}}=\\&={\frac {2({\sqrt {11}}+3)}{11-3^{2}}}={\frac {2(3+{\sqrt {11}})}{2}}=\\&=3+{\sqrt {11}}.\end{aligned}}}
W przypadku pierwiastków trzeciego stopnia można skorzystać ze wzoru na różnicę sześcianów:
{\displaystyle {\begin{aligned}{\frac {1}{{\sqrt[{3}]{9}}-2}}&={\frac {{\sqrt[{3}]{9}}^{2}+2{\sqrt[{3}]{9}}+2^{2}}{({\sqrt[{3}]{9}}-2)({\sqrt[{3}]{9}}^{2}+2{\sqrt[{3}]{9}}+2^{2})}}=\\&={\frac {{\sqrt[{3}]{3^{4}}}+2{\sqrt[{3}]{9}}+4}{9-2^{3}}}=\\&=4+3{\sqrt[{3}]{3}}+2{\sqrt[{3}]{9}}.\end{aligned}}}

## Pokrewne problemy
Metody używane do usuwania niewymierności z mianownika są też używane w algebrze i analizie, np. do:
- dzielenia liczb zespolonych[4]:

{\displaystyle {\frac {1}{a+bi}}={\frac {a-bi}{(a+bi)(a-bi)}}={\frac {a-bi}{a^{2}+b^{2}}};}
- obliczania granic funkcji. Przeszkodą bywa pierwiastek w mianowniku wyrażenia algebraicznego, ale taki pierwiastek da się usunąć[5]:

{\displaystyle {\begin{aligned}L:=&\lim _{x\to 2}{\frac {-x+2}{1-{\sqrt {x-1}}}}\mapsto {\frac {0}{1-{\sqrt {1}}}}={\frac {0}{0}}=\ ?\\L=&\lim _{x\to 2}{\frac {(-x+2)(1+{\sqrt {x-1}})}{(1-{\sqrt {x-1}})(1+{\sqrt {x-1}})}}=\\=&\lim _{x\to 2}{\frac {(-x+2)(1+{\sqrt {x-1}})}{1-(x-1)}}=\\=&\lim _{x\to 2}(1+{\sqrt {x-1}})=1+{\sqrt {1}}=2.\end{aligned}}}
Zdarza się też usuwanie pierwiastka z licznika wzoru. Tak można wykazać, że wzór na rozwiązania równania kwadratowego sprowadza się do wzoru na rozwiązania równania liniowego.